# Panzergrenadier-Division Kurmark
La Panzergrenadier-Division Kurmark era una divisione panzergrenadier dello Heer costituita negli ultimo mesi della seconda guerra mondiale. Impiegata sul fronte dell'Oder, elementi dell'unità riuscirono ad arrendersi agli americani nel maggio 1945.
In modo errato, viene spesso identificata come Panzer-Division Kurmark, ma non si trattò di una divisione corazzata.

## Storia
La Kurmark venne ufficialmente istituita il 30 gennaio 1945 a partire dalla brigata di addestramento Großdeutschland. Inizialmente chiamata Kampfgruppe Langkeit (dal nome del suo comandante), venne impiegata in combattimento nel settore di Francoforte sull'Oder praticamente dall'inizio, fin dai primi giorni del mese di febbraio.
Nello stesso periodo, dopo i primi combattimenti, venne rafforzata ed elevata a divisione (1º febbraio). Il 7 febbraio, la Kurmark fu nuovamente inviata sull'Oder, e posta ad occupare un fronte di 18 km. In questo periodo, ad essa furono aggregate alcune unità minori.
Sistemata in riserva a partire dal mese di marzo, il 16 aprile fu nuovamente mandata in prima linea. Tre giorni dopo iniziò il ripiegamento, ma si ritrovò intrappolata nella sacca di Halbe. Tuttavia, alcuni elementi della divisione riuscirono a rompere l'accerchiamento sovietico ed a raggiungere la zona della Germania controllata dagli americani. Gli ultimi resti della Kurmark si arresero alle truppe statunitensi vicino Jerichow il 5 maggio 1945. Con ciò, la divisione cessava ufficialmente di esistere.
Quattro suoi uomini furono decorati con la Croce di Cavaliere della Croce di Ferro.

## Comandanti
- Maggior generale Willy Langkeit (23 gennaio – 5 maggio 1945)

## Ordine di battaglia
Dati riferiti all'aprile 1945.
- Stab (quartier generale)
- Panzer-Regiment Kurmark (reggimento corazzato), su due battaglioni (8 compagnie)
- Panzergrenadier-Regiment Kurmark (reggimento panzergrenadier), su due battaglioni (12 compagnie)
- Panzerfüsilier-Regiment Kurmark (reggimento fucilieri)
- Panzerartilerie-Regiment Kurmark (reggimento di artiglieria corazzato), su tre battaglioni (9 batterie)
- Panzerjäger-Abteilung Kurmark (battaglione cacciacarri), su una compagnia
- Panzeraufklärungs-Schwadron (gemischt) Kurmark (squadrone corazzato da ricognizione)
- Pionier-Bataillon Kurmark (battaglione del genio militare), su due compagnie

A questi, occorre anche aggiungere i servizi divisionali.
Inoltre, alla Kurmark erano stati aggregati anche alcuni Fahnenjunker-Grenadier-Regiment:
- 1234. Fahnenjunker-Grenadier-Regiment
- 1235. Fahnenjunker-Grenadier-Regiment
- 1239. Fahnenjunker-Grenadier-Regiment
- 1241. Fahnenjunker-Grenadier-Regiment
- 1242. Fahnenjunker-Grenadier-Regiment